# جايجس
جايجس، والمعروف كذلك بغيغ (Giegue) أو غييغ (Gyiyg) (ギーグ, Gīgu)، هو مخلوق فضائي غامض في سلسلة ايرث باوند، تم ابتكار الشخصية من الكاتب الياباني شيجيساتو ايتوي. الشخصية تلعب دور العدو الاساسي في كل من موثر الاولى وتكملتها ايرث باوند.
في موثر الأولى، قام جايجس أو مثلما كان ينادى في ذلك الحين «غيغيو» باحتلال الأرض لإخضاع البشرية ولكنه فشل في النهاية بعد مواجهته ضد نينتن. ثم عاد مرة أخرى في ايرث باوند حيث أثر سلبيا على سطح الأرض وقام بارسال قواه إلى الماضي بعد تنبأه بواسطة تفاحة التنوير (apple of enlightenment) بان ولدا يدعى نيس سيقوم بالقضاء عليه

## الاستلهام والانتقاد
حسب كلام مبتكر الشخصية، فإن جايجس هو تجسد لما كان يريبه ويخيفه عندما شاهد في صغره عن طريق خطأ فيلما يحتوي على مشاهد قتل ومشاهد جنسية. وقد استلهم ايتوي عددا من الحوارات من المشهد مثل «هذا الشعور...جيد» و «انه يؤلم... نيس» و «هذا غير صحيح..غير صحيح...غير صحيح!»
اعتبر جايجس على مر تاريخ العاب الفيديو واحدا من ارعب وأصعب الزعماء في الالعاب وكثير اعتبره أفضل عدو غامض في الالعاب

## نبذة عن الشخصية
أول ظهور لجايجس كان في موثر الأولى على جهاز الفاميكوم، جايجس ترعرع من قبل ماريا وهي بشرية تم اختطافها مع زوجها جورج من قبل فضائيين حوالي عام 1900. عندما قام جورج بدراسة قدرات الPSI وهرب إلى الأرض، تم اجبار جايجس من قبل شعبه على اخضاع البشر حتى لا تنتشر قوى الPSI على سطح الكوكب، ولكن جايجس لم يكن يريد خيانة ابويه الذين رعوه خصوصا امه ماريا، في النهاية اضطر إلى ترك الذكريات وراءه والتجهيز للحرب ضد البشر
بعد ثمانين سنة، بدأ اثر انتشار الPSI يظهر على الأرض، ماريا أصبحت ملكة على عالم ماجيكان، تخبر كل من نينتن وفلويد وانا ان الPSI لا ينفع ضد جايجس، تعلمهم ماريا النغمات الثمانية التي اعتادت ان تغنيها لجايجس عندما كان رضيعا. يستغل نينتن وانا وفلويد هذه النغمات في ارجاع ذكريات جايجس ما يجعله يشعر بالحزن والذنب لما فعله ضد ابويه، هذا يضاعف من قدرته النفسية (PSI) حتى يصبح غير قادر على التحكم بها، فيظطر جايجس للتراجع والاستسلام وتنتهي الجولة الأولى من الحرب بانتصار البشر ضد الستارمان.
جايجس يعود مرة ثانية في ايرث باوند بعد 10 سنوات، ولكنه هذه المرة يقوم بالهجوم من الماضي بعد ان تنبأ بأن ولدا يدعى نيس سيقوم بقتله. نيس الذي علم مسبقا بالامر من باز باز يغامر هو وجماعته بولا وجيف وبوو حتى يصلو عند الدكتور اندونتس الذي يخترع آلة الزمن التي يرجعون بها إلى الماضي لمواجهة جايجس.
يكتشف الابطال ان بوركي جار نيس يساعد جايجس على التحكم بقواه عن طريق «آلة الشيطان» (Devil's machine)، في النهاية يقوم بوركي باطفاء آلة الشيطان ليظهر جايجس على شكله الحقيقي. تقوم بولا وكل سكان الأرض بالصلاة ضد جايجس وتصل الصلاة حتى إلى لاعب اللعبة بنفسه، هذا الهجوم الاخير الناتج عن صلاة اللاعب له اقوى ضرر في اللعبة فيتم قتل جايجس وتنتهي الحرب.